# Bruno Grassini
Bruno Grassini (* 2. Mai in Palazzolo sull’Oglio in der Provinz Brescia, Norditalien) ist ein italienischer Musicaldarsteller im deutschsprachigen Raum.

## Leben
Grassini sang als Knabensopran im Kirchenchor von Brescia. Er besuchte dort ein neusprachliches Gymnasium, wo er auch mit der deutschen Sprache in Berührung kam. Seine Schullaufbahn schloss er mit dem Abitur ab. Grassini absolvierte anschließend eine Ausbildung zum Dolmetscher und Übersetzer an der Universität Triest, wobei Deutsch die erste Fremdsprache war.
Er nahm Gesangsunterricht in Triest bei Laura di Sario–Zibai, einer Schülerin der bekannten italienischen Sopranistin Toti dal Monte. Ab 1992 besuchte er die Musicalklasse am Wiener Konservatorium. In Wien hatte er sich zuvor als Tellerwäscher über Wasser gehalten und Straßenmusik in der Kärntner Straße gemacht, wo er entdeckt wurde und ihm die Bewerbung an eben jenem Konservatorium nahegelegt wurde. Seine Stimmlage entspricht einem hohen Bariton, eine Stimmlage, die sehr populär im Musicalbereich ist, weil sowohl tiefe Tenorpartien als auch Baritonpartien geleistet werden können, was eine besondere Vielseitigkeit des Darstellers ausmacht. Von 1994 bis 2003 nahm er zusätzlich noch privaten Gesangsunterricht bei Carol Blainkner-Mayo. Weihnachten 1992 trat er zum ersten Mal im Fernsehen auf; nämlich bei der Peter Alexander Show im ORF.
Bereits während seiner Ausbildung erhielt Grassini erste Engagements für Musicalrollen. So sang er 1993 den Canfield in Silk Stockings im Theater an der Wien. Im Mai/Juni 1994 folgte eine Aufführungsserie des Musicals I Do! I Do! von Harvey Schmidt, ebenfalls im Theater an der Wien. 1994 gelang ihm der Durchbruch als Musicaldarsteller mit der Rolle des Attentäters Luigi Lucheni in dem Musical Elisabeth. Diese Rolle spielte er bis April 1998 ensuite in Wien. Mittlerweile hat er die Rolle des Lucheni in zwölf Städten gespielt.
1998/1999 war er in Berlin der erste deutschsprachige Darsteller des Bilbo Beutlin in dem Musical Der Herr der Ringe. 1999 sang er in Wien den Alfred in der Wiederaufnahme von Tanz der Vampire. 2001 folgte am Volkstheater Rostock der Judas in Jesus Christ Superstar, eine Rolle, die auch schon von Thomas Borchert (ebenfalls hoher Bariton) und Alex Melcher (Tenor) gespielt wurde. Diese Rolle kam Grassini aufgrund seiner Tessitura sehr entgegen, was die Vielfalt seiner Stimme zeigt. Ab September 2002 spielte er die Titelrolle in Jekyll & Hyde. 2003 und 2004 sang er diese Rolle auch in einer Produktion im Musical Dome in Köln, in welcher auch Drew Sarich in gleicher Rolle zu sehen war. Im Juli und August 2004 gab er mit der Wiener Produktion von Elisabeth ein Gastspiel in Triest im Schloss Miramare, wo er wiederum den Luigi Lucheni, erstmals in italienischer Sprache, sang.
2005/2006 spielte er neben Martin Markert den Schattenmann in dem Musical Ludwig² im Festspielhaus in Füssen; einer Inszenierung in der auch Jan Ammann zu sehen war. Weitere Produktionen waren: Elisabeth in Stuttgart (2006) als Nachfolger von Carsten Lepper, Berlin (2008) und Zürich (2008/2009). In der Saison 2009/2010 war Grassini wiederum mit Elisabeth auf Tournee, unter anderem in München, Frankfurt am Main, Bremen, Bregenz und Düsseldorf. Bei den Aufführungen in Bremen wurde insbesondere Grassinis „enorme Bühnenpräsenz“ als Luigi Lucheni hervorgehoben. Zudem traf er sich in Düsseldorf erstmals mit seinem aktuellen Fanclub.
Er war zudem Gast bei einigen Galas, bei denen er seine Mehrsprachigkeit bei der Interpretation von Songs und bei Moderationen unter Beweis stellen konnte. So war er auch 2008 zu Gast bei der Valentinsgala im Festspielhaus Füssen, deren Sänger sich aus der Ludwig²-Cast rekrutierten.
Am 12. Juni 2010 sang er bei einem Benefizkonzert in Braunlage, wo er für Ricardo Marinello einsprang. Bald darauf erschien seine erste Solo-CD „Tra Cielo E Mare“ („Zwischen Himmel und Meer“), auf der er Schlager der 1960er Jahre interpretierte (unter anderem den Titel Zwei kleine Italiener (Un bacio all'italiana) und Azzurro) von der Top Tein schrieb, sie würde den Zuhörer in ein „italienisches Stimmungshoch“ versetzen. Dazu gab er am 31. Juli 2010 im Festspielhaus Füssen ein vom Publikum sehr positiv aufgenommenes Solokonzert, in dem er das Material seines Albums und Musicalsongs in italienischer Sprache, sowie Opernarien zu einem Gesamtkonzept mischte, unter anderem auch die vor Ort bekannte „Schattenarie“ (Ludwig²), allerdings erstmals auf Italienisch. Seine CD wurde bei SR 3 Saarlandwelle als CD der Woche (9. bis 14. August 2010) ausgewählt.

## Musicalrollen (Auswahl)
- Luigi Lucheni in Elisabeth in Wien, Triest, Stuttgart, Füssen, Osaka, Tokyo, Berlin, Zürich, München, Frankfurt am Main, Bregenz und Düsseldorf
- Schattenmann in Ludwig² im Festspielhaus Füssen
- Bilbo Beutlin in Herr der Ringe in Berlin
- Alfred in Tanz der Vampire in Wien
- Judas in Jesus Christ Superstar in Rostock
- Titelrolle in Jekyll & Hyde in Wien und Köln
- Reichsvogt Gessler in Tell – Das Musical auf der Walensee-Bühne (UA)
- Vater in Die Päpstin in Fulda, München
- Marley in A Christmas Carol in Essen
- Thomas Andrews in Titanic – Das Musical in Melide am Luganersee (2016)
- Ablassprediger in Luther – Das Pop-Oratorium in Lingen (Emsland-Arena)
- Diener Hans/Prinz in Die zertanzten Schuhe in Kassel (Sommer 2018)
- Pascha Antipov/Strelnikov in Doktor Schiwago in Gmunden (2019)
- Arsenius/Rabanus in Die Päpstin bei den Burgfestspielen Lahnstein (Sommer 2022)
- Mann 1 in Putting it together am Theater Regensburg (2022)
- Ari Leschnikoff in Achtung Selten. Die Comedian Harmonists am Theater Lahnstein (2023)

## CDs
- Musical Christmas in Vienna
- Elisabeth (Gesamtaufnahme; aufgenommen: 19./20. Januar 1996)
- Steve Barton Memorial Concert
- Eine Rose im Dezember
- Ludwig² – Highlights
- Ludwig² und Bonus DVD
- Bella Notte
- True Love
- tra cielo e mare
- Doktor Schiwago (live aus dem Stadttheater Gmunden)